# Virus Y de la pomme de terre
Potyvirus yituberosi
Espèce
Potyvirus yituberosi, aussi appelé virus Y de la pomme de terre (PVY, sigle de Potato virus Y), est un phytovirus pathogène de la famille des  Potyviridae. C'est l'un des plus importants virus affectant les cultures de pomme de terre.
L'infection des plants de pomme de terre par le virus Y provoque divers symptômes en fonction de la souche virale. Elle se traduit souvent par une simple baisse de rendement, mais aussi par l'apparition de taches nécrotiques dans les tubercules, qui rendent les pommes de terre impropres à la vente et peuvent donc entraîner une perte de revenus importante pour les producteurs. Ces derniers symptômes sont connus sous le nom de « maladie des taches annulaires nécrotiques de la pomme de terre ».
Le virus Y est transmis par diverses espèces de pucerons qui en sont le vecteur le plus important, mais il peut aussi rester en sommeil dans les tubercules utilisés comme semence. Il s'ensuit que l'utilisation de la même souche de pomme de terre pour la production de plants pendant plusieurs générations se traduit par une augmentation progressive de la charge virale et des pertes de plus en plus importantes de produits.
En Afrique du Sud, la production de pommes de terre a subi des pertes considérables dues au virus Y  ces dernières années[Quand ?]. Cette augmentation du taux d'infection est attribuable à plusieurs facteurs : diminution marquée de l'efficacité et de l'emploi des insecticides aphicides, emploi de plants de pommes de terre infectés, irrigation mal conduite  et absence de méthodes de détection sensibles, rapides et fiables. L'augmentation de la température moyenne en hiver due au réchauffement climatique a également conduit à une prolifération des pucerons, ce qui a conduit à une augmentation de la diffusion du virus.

## Virus Y de la pomme de terre, hôtes, souches et symptômes

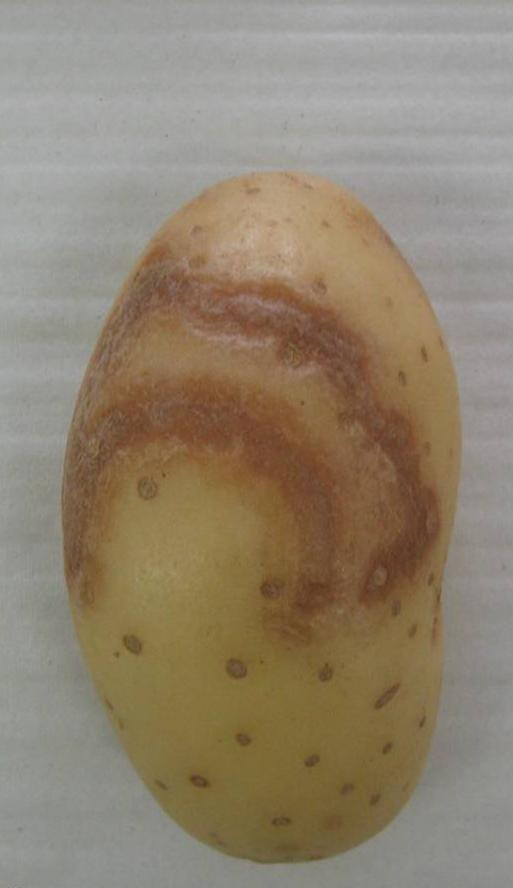
Symptômes des anneaux nécrotiques sur un tubercule de pomme de terre

Le virus Y de la pomme de terre appartient au genre potyvirus. Ce genre est le plus important des groupes de phytovirus et est considérée comme l'un des groupes de virus les plus destructeurs affectant les cultures de pomme de terre. 
Le genre Potyvirus contient plus de 200 membres qui provoquent des pertes importantes en agriculture. 
Le virus Y affecte plusieurs espèces de grande importance économique. Il s'agit notamment, outre la pomme de terre, du tabac (Nicotiana tabacum L.), de la tomate (Lycopersicon esculentum Mill) et du  piment (Capsicum frutescens L.).
L'importance des dégâts causés aux cultures dépend de la souche de virus Y concernée, de la charge virale, du moment où l'infection se produit ainsi que de la résistance de l'hôte envers le virus. 
La résistance des plantes hôtes à l'infection par le virus Y est souvent faible. L'infection d'un champ de pommes de terre par ce virus peut entraîner une perte de rendement comprise entre 10 et 100 %. 
On a démontré que le virus Y compte différents isolats provoquant des symptômes différents chez la pomme de terre. 
La grande variabilité biologique, sérologique et moléculaire des isolats du virus Y rend particulièrement difficile leur classification en souches particulières. La variété des symptômes et l'apparition du virus YNTN nécrotique a conduit à la recherche d'outils de classement plus fiables que l'identification sérologique simple. Traditionnellement, on distingue trois souches principales de virus Y : PVYC, PVYN et PVYO. Le PVYC, désigné à l'origine sous le nom de « virus C de la pomme de terre », a été la première souche reconnue et identifiée dans les années 1930.
Le PVYC induit une réponse hypersensibles chez une vaste gamme de cultivars de pomme de terre. Ces réactions incluent la formation de motifs de mosaïque légère ou en filets pointillés. Contrairement aux autres souches de virus Y, certaines souches de PVY ne sont pas transmissibles par les pucerons 
Des études précédentes de Visser et al. n'ont identifié aucun isolat local appartenant à la souche PVYC, mais elle a été signalée en Afrique du Sud,.
Une deuxième souche du virus Y est le PVYN, qui a été décrite chez des plants de tabac cultivés à proximité de plants de pomme de terre<. 
La souche PVYN provoque une nécrose modérée des feuilles et même pas de dégâts aux tubercules. 
La souche ordinaire du virus Y est désigné comme PVYO. 
L'infection d'un plant de pomme de terre par le PVYO provoque des dégâts peu importants sur les tubercules mais pas de nécrose des feuilles. 
Les deux souches PVYN et PVYO sont transmissibles par les pucerons et sont présentes en Afrique du Sud. En Europe, on a démontré que ces deux souches se sont recombinées pour former la souche PVYNTN,.
On attribue au PVYNTN la capacité de déclencher la maladie des anneaux nécrotiques du tubercule . Les tubercules atteints par cette maladie sont invendables et l'infection par la souche PVYNTN a donc un effet économique plus important que l'infection par les autres souches.

## Transmission du virus Y de la pomme de terre
Le virus Y peut se transmettre aux plants de pomme de terre par greffe, par l'inoculation de la sève ou par les pucerons. Le mode le plus fréquent d'infection par le virus Y passe par les pucerons. Ces insectes piqueurs peuvent aussi causer des dommages directs aux plantes, mais c'est leur rôle de vecteur viral qui a la plus grande incidence économique,,.
Dans les climats froids, les pucerons passent l'hiver soit sous forme de pucerons aptères donnant naissance à des jeunes (vivipares), soit sous forme d'œufs. Divers hôtes, mauvaises herbes ou autres cultures, servent de réservoirs de reproduction et de colonies temporaires pour ces pucerons avant qu'ils ne migrent vers les champs de pommes de terre.
Dans les climats tempérés, comme en Afrique du Sud, les pucerons se reproduisent de manière asexuée sur les mauvaises herbes, les autres cultures, les plantes indigènes et les plantes de jardin. De ce fait, de nombreux pucerons sont présents toute l'année. Une étude de Radcliffe et Ragsdale (2002) souligne l'importance d'un contrôle rigoureux et efficace des populations de pucerons, dans la mesure où les virions du virus Y sont introduits dans les champs de pomme de terre presque uniquement par les pucerons ailés à partir de sources de virus extérieures. L'intervention de pucerons aptères dans cette transmission du virus Y vers les cultures de pommes de terre n'a jamais été démontrée.
On a constaté que le puceron vert du pêcher (Myzus persicae) est le plus efficace dans le rôle de vecteur viral,,, mais d'autres pucerons, tels Aphis fabae, Aphis gossypii, Aphis nasturtii, Macrosiphum euphorbiae, Myzus certus, Myzus humuli et Rhopalosiphum insertum, sont aussi fortement associés à la transmission virale,.
En Afrique du Sud, l'Agricultural Research Council-Vegetable and Ornamental Plant Institute (ARC-VOPI) a identifié vingt-cinq espèces de pucerons capable de faire office de vecteurs du PVY. L'efficacité de certains de ces pucerons en tant que vecteurs du PVY a également été établie (Ragsdale et al., 2001) et celle-ci varie selon les espèces. En Afrique du Sud, Aphis fabae, Aphis gossypii et Aphis nasturtii sont les vecteurs du PVY les plus courants et le plus efficaces au champ. Outre le classement en fonction de leur efficacité en tant que vecteurs, les pucerons peuvent aussi se subdiviser en deux sous-groupes, selon qu'ils sont ou non inféodés à la pomme de terre. Les pucerons colonisateurs sont ceux qui se reproduisent et établissent des colonies sur les plants de pomme de terre, et sont spécifiquement inféodés à cette plante, tandis que les pucerons non colonisateurs ne se reproduisent pas et n'établissent pas de colonies sur les pommes de terre. Les pucerons colonisateurs sont mieux adaptés à la vie sur des plants de pomme de terre et sont généralement considérés comme de meilleurs vecteurs du PVY que les autres. Ces derniers ne se nourrissent pas essentiellement sur les pommes de terre mais le font à l'occasion alors qu'ils recherchent un hôte plus adéquat. Cependant, leur moindre efficacité en tant que vecteurs du PVY peut se trouver compensée par leur forte pullulation,. De ce fait, tous les pucerons présents dans les champs de pommes de terre, ou aux alentours, doivent être considérés comme de possibles vecteurs et leur pullulations soigneusement surveillées.
La transmission du PVY par les pucerons se produit selon un mode non persistant, non circulant, qui suggère une interaction entre le virion et le vecteur moins intime que dans le cas des virions circulants. Le fait que les virions sont transmis selon un mode non persistant indique que la réplication virale ne se produit pas dans l'organisme du puceron vecteur et que, à moins que le puceron ne se nourrisse sur des plantes infectées, il perd sa capacité d'infecter les plantes après deux ou trois nourrissages,.
Les virions s'attachent au stylet des pucerons en l'espace de quelques secondes et peuvent rester infectieux de quatre à dix-sept heures,.
La distance à laquelle les virions peuvent être transmis est limitée du fait de la brève période pendant laquelle ils restent infectieux.
Bien que la courte durée de vie hors des plantes inhibe la transmission virale à longue distance, elle ne réduit pas l'efficacité de la transmission permise par le rythme élevé d'acquisition virale et d'inoculation dans les champs.
A l'entrée dans la cellule végétale, la protéine capside du virus désassemble et libère son ARN génomique. L'ARN viral fonctionne comme ARNm, et bien qu'on n'en sache peu sur la traduction en cause, on pense que la région non codante 5’ fonctionne comme un amplificateur de traduction.
L'ARNm traduit donne une polyprotéine et chaque polyprotéine est ensuite scindée en dix protéines différentes supposées être multifunctionelles. Ces protéines, ainsi que des protéines de l'hôte, s'assemblent pour former un complexe de réplication. Ce complexe réalise la synthèse de l'ARN simple brin à polarité négative, utilisant comme modèle le brin positif de l'ARN viral. Une fois produites, les copies de l'ARN additionnel codent la synthèse de diverses protéines, comme indiqué plus haut, ainsi que pour des protéines capsides. Ces protéines capsides vont maintenant envelopper les génomes nouvellement formés pour donner naissance à de nouveaux virions.
On suppose que l'enveloppement des virions nouvellement formés est déclenchée par l'interaction des protéines capsides avec l'extrémité 5’ et que la protéine capside est construite vers l'extrémité 3’.
La totalité du processus de réplication virale se produit à l'intérieur du réticulum endoplasmique. Ces particules virales nouvellement synthétisées sont ensuite transportées par l'intermédiaire des plasmodesmes vers les cellules végétales adjacente grâce à plusieurs protéines assistantes des Potyvirus. La distribution des virus dans la plante se produit en fonction des relations source-puits entre les tissus adultes et tissus en croissance.
La concentration en virus dans l'ensemble de la plante est élevée et cela augmente fortement la probabilité d'ingestion par les pucerons. L'infection des plantes par des Potyvirus peut produire des symptômes variés. Elle peut se traduite par des nécroses des nervures, des symptômes de mosaïque aussi bien que des déformations des feuilles (Boonham et al., 2002). Les plantes infectées qui ne montrent pas de symptômes peuvent avoir un couvert infecté et produire une récolte de moindre qualité que leur bon aspect sanitaire ne le laisse présumer.

## Description moléculaire du virus Y de la pomme de terre
Les virions de Potyvirus sont constitués de structures filamenteuses non enveloppées qui ont de 680 à 900 nm de long et 11 à 15 nm de large. Morphologiquement, Potyvirus comprend environ 2 000 exemplaires de protéine capside (CP), qui forment un corps d'inclusion cylindrique (CIb). Le CIb est considéré comme le plus important critère phénotypique pour distinguer Potyvirus des autres groupes de virus.
Le CIb encapsule un ARN simple brin à polarité positive qui a une longueur d'environ 10 kb  et a une région terminale 5’ non traduite (5'-NTR) ainsi qu'une queue poly-A 3’,.
Le génome à polarité positive contient un cadre de lecture unique étendu et agit directement comme ARNm. L'extrémité 5'-NTR à 144 nucléotides est particulièrement riche en résidus adénine et a très peu de résidus guanine. Plutôt qu'une structure conventionnelle de coiffe, l'extrémité 5'-NTR est associée à une protéine liée à l'ARN viral (protéine VPg) qui est supposée agir comme amplificateur de transcription.
La séquence de l'extrémité 5’ a un site d'entrée interne des ribosomes (IRES) et des éléments régulateurs de traduction indépendante de la coiffe (CIREs). 
L'IRES oriente la traduction indépendante de la coiffe par un mécanisme similaire à celui utilisé par les Eucaryotes.
Le cadre de lecture étendu code une polyprotéine de 350 kDa.
Cette polyprotéine est protéolysée par des protéases virales (NIa, HC-Pro et P1) et subit un clivage pendant et après la traduction pour produire plusieurs protéines multifonctionnelles. Celles-ci comprennent les suivantes :  P1 (protéine P1), HC-Pro (protéinase facteur assistant), P3 (protéine P3), 6K1 (protéine 1, 6-kDa), CIb (corps d'inclusion cylindrique), 6K2 (protéine 2, 6-kDa), VPg (protéine liée au génome viral), NIa-Pro (protéine a - inclusion nucléaire), NIb (protéine b - inclusion nucléaire) et la CP (protéine capside).

## Interaction entre pomme de terre et souches nécrotiques de PVYNTN
Du fait que les souches de PVYNTN provoquent des pertes économiques importantes dans la production de pomme de terre, la recherche sur l'interaction entre les plants de pomme de terre et ces souches virales est intense. Les cultivars sensibles de pomme de terre répondent à l'inoculation par des souches nécrotiques de PVYNTN par le développement de symptômes caractéristiques.
Sur les feuilles inoculées, des anneaux nécrotiques et chlorotiques se développent de 5 à 7 jours après l'inoculation. Au fur et à mesure que le virus se répand dans les tissus de la plante, des symptômes systémiques apparaissent sur les feuilles non inoculées.
Dix jours après l'inoculation, des rides et une chlorose en mosaïque apparaissent, conduisant à un aspect en palmier (dépérissement des feuilles).
Les mécanismes de défense virale des plantes tentent en premier lieu de restreindre le mouvement des virus.
En cas d'échec, ils peuvent chercher à induire la mort des cellules dans les tissus infectés, prévenant ainsi la diffusion des virions. Bien que le mécanisme précis d'induction de la maladie par les Potyvirus chez les plantes soit inconnu, on sait que ces virus provoquent un arrêt significatif de l'expression des gènes de l'hôte pendant la réplication virale,,.
Les changements physiologiques chez les plants de pomme de terre en réponse à une infection par une souche PVYNTN ont été intensivement étudiés. On a montré qu'aux premiers stades de l'infection, c'est-à-dire pendant les douze premières heures, les gènes liés à la photosynthèse, gènes impliqués dans la perception, le signalement et la réponse défensive sont exprimés différentiellement. Vingt-quatre heures après l'inoculation, le taux d'acide salicylique augmente.
Une perturbation de l'expression des gènes dérègle le fonctionnement cellulaire normal des cellules, ce qui peut être la cause des symptômes physiques visibles sur la plante. Les recherches sur l'interaction, au moment du développement des symptômes, entre les cultivars sensibles de pomme de terre et les souches de PVYNTN ont montré des changements dans le niveau de la cytokinine. Dans les feuilles inoculées montrant des modifications symptomatiques dans la structure et la taille des chloroplastes, des niveaux plus bas de chlorophylle et une activité différentielle des péroxydases solubles et liées de façon ionique ont été détectés.
Aux stades ultérieurs d'une infection par des souches de PVYNTN, la concentration en protéines totales augmente chez les cultivars sensibles de pomme de terre, alors que des changements aussi prononcés ne sont pas observés chez les cultivars tolérants ou modérément tolérants. Des études sur l'expression des gènes révèlent des changements dans l'expression des gènes des protéines de choc thermique (HSP), de la catalase, de la β-1,3-glucanase et des gènes impliqués dans la photosynthèse.

## Référence biologique
- (en) ICTV : Potato virus Y  (consulté le 1er février 2021)